# Kazimierz Nowak (pallotyn)
Kazimierz Andrzej Nowak (ur. 20 października 1932 w Wieprzu, zm. 14 maja 2021 we Wrzosowie) – polski duchowny katolicki, pallotyn, autor publikacji historycznych, teologicznych i botanicznych, bibliograf.

## Życiorys
W latach 1951–1953 studiował biologię na Uniwersytecie Wrocławskim. W 1953 przerwał studia uniwersyteckie, wstąpił do Stowarzyszenia Apostolstwa Katolickiego (pierwsza konsekracja 8 września 1955) i naukę kontynuował w seminarium w Ołtarzewie oraz w domach stowarzyszenia w Ząbkowicach Śląskich i Gdańsku. 11 czerwca 1960 w Ołtarzewie przyjął z rąk biskupa Zygmunta Choromańskiego święcenia kapłańskie, w 1961 uzyskał dyplom ukończenia studiów w zakresie filozofii i teologii. Magisterium uzyskał na Uniwersytecie Warszawskim w 1964, tytuł doktora – w 1976.
Kilkakrotnie powierzano mu funkcję nauczyciela biologii, chemii i higieny w Niższym Seminarium Duchownym Ojców Franciszkanów w Niepokalanowie (w latach 60. i 80.). Był też wykładowcą w Metropolitalnym Seminarium Duchownym w Warszawie (1966–1973) oraz w Prymasowskim Studium Życia Wewnętrznego (1966–1977, także sekretarz Studium). Prowadził zajęcia również w Wyższym Seminarium Duchownym w Ołtarzewie. Lata 1977–1984 spędził na misji w Afryce (w Rwandzie). Po powrocie do kraju został wykładowcą i sekretarzem Instytutu Teologii Apostolstwa przy Akademii Teologii Katolickiej w Warszawie (potem przy Uniwersytecie Kardynała Stefana Wyszyńskiego) oraz kierownikiem Archiwum Stowarzyszenia Apostolstwa Katolickiego. Sekretarzem Instytutu Teologii Apostolstwa pozostawał do 2009.
Ma w dorobku przeszło 100 publikacji z kilku dziedzin. Opracował dwutomową bibliografię publikacji pallotynów polskich (Bibliografia prac członków Polskiej Prowincji Stowarzyszenia Apostolstwa Katolickiego 1907–1985, 1989; Bibliografia prac pallotynów (1985–1993), z uzupełnieniami od 1907 r., 1997). Ogłosił życiorysy polskich pallotynów w zbiorowych opracowaniach biograficznych, m.in. Franciszka Cegiełki, Józefa Kloca i Mariana Sikory w Słowniku polskich teologów katolickich (tom IX, pod redakcją Józefa Mandziuka, 2006) oraz Norberta Pellowskiego w Słowniku biograficznym Pomorza Nadwiślańskiego (tom III, pod redakcją Stanisława Gierszewskiego, 1997). Jest również autorem pracy Trzykroćprzedziwność Maryi. Studium dogmatyczne nad wezwaniem MTA (2006). Wspólnie z Józefem Karolem Nowakiem opracował Nazewnictwo ludowe roślin na Żywiecczyźnie (1985, 1991) i Słownik gwary górali żywieckich (2000).

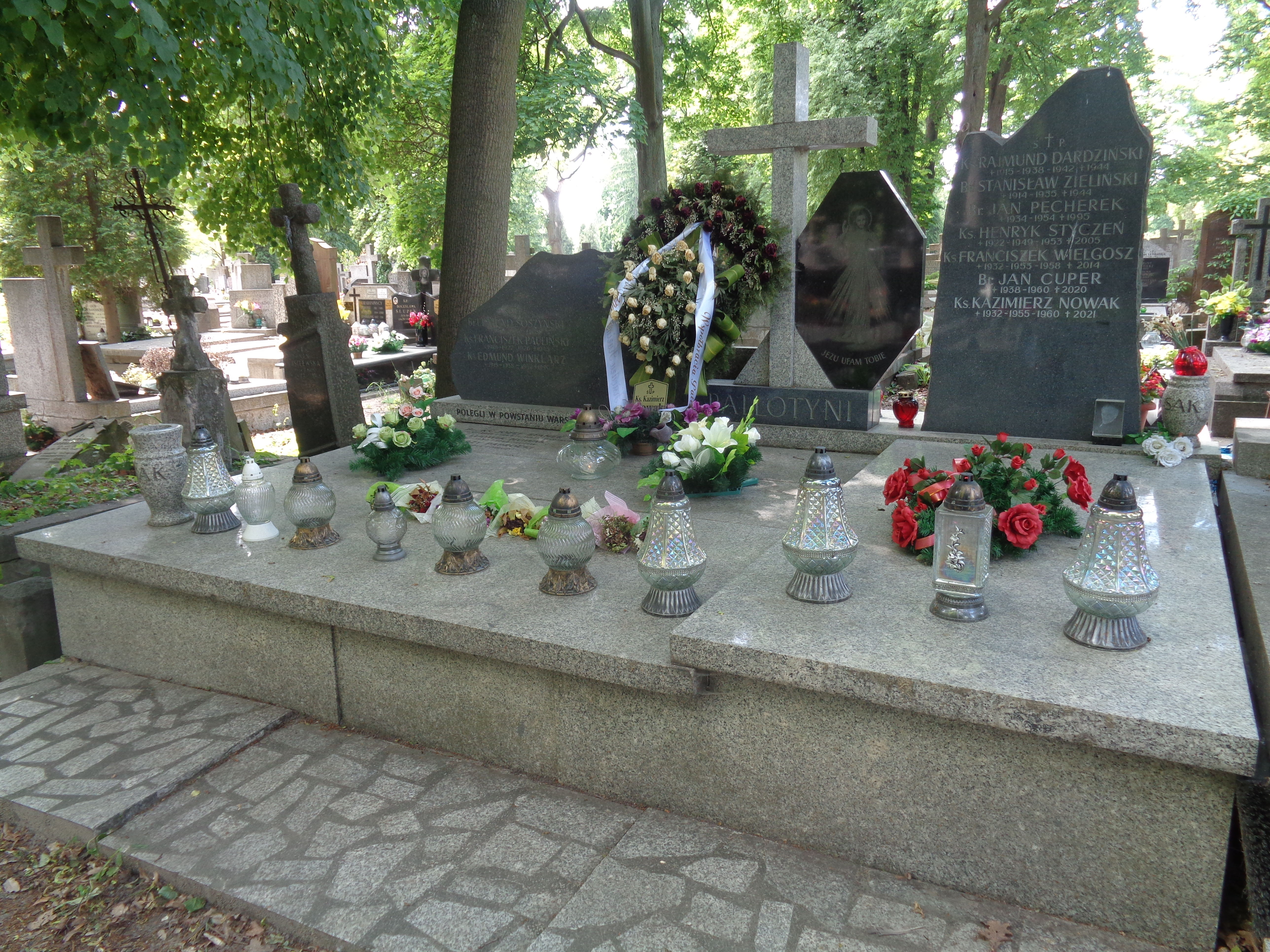
Grób księdza Kazimierza Nowaka w kwaterze pallotyńskiej na Cmentarzu Bródnowskim.

Ks. Nowak ogłasza też publikacje z botaniki. Należy do Polskiego Towarzystwa Botanicznego i Ligi Ochrony Przyrody, już w czasie studiów wrocławskich na początku lat 50. brał udział w pracach badawczych w ramach programu „Flora Exsiccata Silesiaca”. Odbywał podróże botaniczne w czasie pracy misyjnej, m.in. w Rwandzie, Burundi i Zairze, przygotowując z tych wypraw zielniki. Z publikacji botanicznych można wymienić: Niektóre rzadsze rośliny naczyniowe występujące na torfowisku Całowanie („Fragmenta Floristica et Geobotanica”, 1967), Nowe stanowiska interesujących i rzadszych roślin na Nizinie Mazowieckiej („Fragmenta Floristica et Geobotanica”, 1972), Flora strefy podmiejskiej Warszawy („Monographiae Botanicae”, 1983), Aconitum vulparia (Ranunculaceae) nowy nabytek dla flory Polski („Fragmenta Floristica et Geobotanica”, 1991), Przemiany we florze i roślinności Grojca pod wpływem antropopresji („Karta Groni”, 1993). Kilka prac dotyczących badań prowadzonych w Afryce ogłosił po francusku i angielsku, m.in. Pteridophytes collected in the Kivu Zone of Zaire („Acta Societatis Botanicorum Poloniae”, 1992, z Janem Kornasiem), Atlas of distributions of pteridophytes in Rwanda (Central Africa) („Zeszyty Naukowe Uniwersytetu Jagiellońskiego. Prace Botaniczne”, 1993, z Małgorzatą Matyjaszkiewicz i Janem Kornasiem).
Zmarł 14 maja 2021 w Pallotyńskim Domu Opieki we Wrzosowie. Pochowany w kwaterze pallotyńskiej na cmentarzu Bródnowskim.